# Ольшанский сельсовет (Брестская область)
Ольшанский сельсовет (белор. Альшанскі сельсавет) — административная единица на территории Столинского района Брестской области Беларуси. Административный центр — агрогородок Ольшаны.

## История
Образован в 1940 г.

## Состав
Ольшанский сельсовет включает 3 населённых пункта:
- Высокое — деревня
- Ольшаны — агрогородок
- Семигостичи — деревня